# 大头青蒿
大头青蒿（学名：Artemisia carvifolia var. schochii）为菊科蒿属下的一个变种。